# Conchata Ferrell
Conchata Galen Ferrell (Loudendale (West Virginia), 28 maart 1943 – Sherman Oaks (Californië) 12 oktober 2020) was een Amerikaans actrice. 
Ze heeft in diverse films gespeeld waaronder Edward Scissorhands met in de titelrol Johnny Depp. Ze is vooral bekend van haar rol als de sarcastische huishoudster Berta in Two and a Half Men.

## Filmografie
| Jaar      | Titel                            | Rol                                    | Notities             |
| --------- | -------------------------------- | -------------------------------------- | -------------------- |
| 1974      | Maude                            | Rita Valdez                            | Tv, 1 aflevering     |
| 1975      | Hot l Baltimore                  | April Green                            | Tv, 13 afleveringen  |
| 1976      | Network                          | Barbara Schlesinger                    |                      |
| 1977      | The Rockford Files               | Ella Mae White                         | Tv, 1 aflevering     |
| 1977      | Blansky's Beauties               | Zuster Gibbons                         | Tv, 1 aflevering     |
| 1977      | Good Times                       | Miss Johnson                           | Tv, 1 aflevering     |
| 1979      | The Love Boat                    | Bitsy                                  | Tv, 2 afleveringen   |
| 1979      | Heartland                        | Elinore Randall Stewart                |                      |
| 1979–1981 | B. J. and the Bear               | Wilhemina "The Fox" Johnson            | Tv, 5 afleveringen   |
| 1980      | Knots Landing                    | Mrs. Messinger                         | Tv, 2 afleveringen   |
| 1981      | Lou Grant                        | Myra Wexler                            | Tv, 1 aflevering     |
| 1981      | McClain's Law                    | Vengie Cruise                          | Tv, terugkerende rol |
| 1982      | Quincy, M.E.                     | Mrs. Werner                            | Tv, 1 aflevering     |
| 1982      | Cagney & Lacey                   | Charlene                               | Tv, 1 aflevering     |
| 1983      | St. Elsewhere                    | Gina Barnett                           | Tv, 1 aflevering     |
| 1984–1985 | E/R                              | Zuster Joan Thor                       | Tv, 22 afleveringen  |
| 1986      | Where the River Runs Black       | Moeder-overste Marta                   |                      |
| 1987      | Night Court                      | Zuster                                 | Tv, 1 aflevering     |
| 1987      | Sledge Hammer!                   | Rechter Ida Grim                       | Tv, 1 aflevering     |
| 1988      | For Keeps?                       | Mrs. Bobrucz                           |                      |
| 1988      | Who's the Boss?                  | Frances                                | Tv, 1 aflevering     |
| 1988      | Mystic Pizza                     | Leona                                  |                      |
| 1988–1992 | L.A. Law                         | Susan Bloom                            | Tv, 15 afleveringen  |
| 1989      | Murder, She Wrote                | Harriet Lundgren                       | Tv, 1 aflevering     |
| 1989      | A Peaceable Kingdom              | Kate Galindo                           | Tv, 9 afleveringen   |
| 1990      | Edward Scissorhands              | Helen                                  |                      |
| 1992–1993 | Hearts Afire                     | Dr. Ruth Colquist/Madeline Stoessinger | Tv, 5 aflevering     |
| 1993      | Samurai Cowboy                   | Bobbi Bob Pickette                     |                      |
| 1993      | Sirens                           | Mrs. Chattle                           | Tv, 1 aflevering     |
| 1993      | True Romance                     | Mary Louise Ravencroft                 |                      |
| 1993      | Heaven & Earth                   | Bernice                                |                      |
| 1996      | Freeway                          | Mrs. Sheets                            |                      |
| 1996      | Minor Adjustments                | Mrs. Daisy Gotschel                    | Tv, 1 aflevering     |
| 1996      | Walker, Texas Ranger             | Lureen Smith                           | Tv, 1 aflevering     |
| 1997–1998 | Teen Angel                       | Pam                                    | Tv, 17 afleveringen  |
| 1998      | Buffy the Vampire Slayer         | Zuster Greenliegh                      | Tv, 1 aflevering     |
| 1999      | Touched by an Angel              | Irene                                  | Tv, 1 aflevering     |
| 1999      | Two Guys and a Girl              | Shawns moeder                          | Tv, 1 aflevering     |
| 1999      | JAG                              | Deanne                                 | Tv, 1 aflevering     |
| 1999      | Friends                          | De rechter                             | Tv, 1 aflevering     |
| 2000      | Crime and Punishment in Suburbia | Bella                                  |                      |
| 2000      | Erin Brockovich                  | Brenda                                 |                      |
| 2001      | Popular                          | Calamity Jane                          | Tv, 1 aflevering     |
| 2001      | ER                               | Mrs. Jenkins                           | Tv, 1 aflevering     |
| 2001      | K-PAX                            | Betty McAllister                       |                      |
| 2002      | Sabrina, the Teenage Witch       | Buschauffeur                           | Tv, 1 aflevering     |
| 2002      | Mr. Deeds                        | Jan                                    |                      |
| 2003      | Becker                           | Pearl                                  | Tv, 1 aflevering     |
| 2003      | Judging Amy                      | Maxines collega                        | Tv, 1 aflevering     |
| 2003–2015 | Two and a Half Men               | Berta                                  | Tv, 126 afleveringen |
| 2008      | Kabluey                          | Kathleen                               |                      |
| 2016      | Grace and Frankie                | Jean                                   | TV. 1 aflevering     |

- Biblioteca Nacional de España: XX5577571
- Bibliothèque nationale de France: cb141770617 (data)
- Gemeinsame Normdatei: 1219577979
- International Standard Name Identifier: 0000 0001 1947 1572
- Library of Congress Control Number: no95049768
- Nationale Bibliotheek van Tsjechië: xx0159558
- Nationale bibliotheek van Australië: 42364718
- Nationale Bibliotheek van Israël: 987007439196605171
- SNAC: w6qz45vs
- Trove: 1255131
- Virtual International Authority File: 17432537
- WorldCat: E39PBJccbg8xPbkg88RQ4Vmjmd